# Hebardia pellucida
Hebardia pellucida är en bönsyrseart som beskrevs av Werner 1921. Hebardia pellucida ingår i släktet Hebardia och familjen Tarachodidae. Inga underarter finns listade i Catalogue of Life.